# فرد ستانسفيلد
فرد ستانسفيلد (بالإنجليزية: Fred Stansfield)‏ (12 ديسمبر 1917 في المملكة المتحدة - 30 مارس 2014 في المملكة المتحدة) هو مدرب كرة قدم ولاعب كرة قدم بريطاني (وحمل سابقاً جنسية المملكة المتحدة لبريطانيا العظمى وأيرلندا) في مركز الدفاع. شارك مع منتخب ويلز لكرة القدم. أما مع النوادي، فقد لعب مع كارديف سيتي ونيوبورت كونتي.

## مسيرته الكروية
لعب فرد ستانسفيلد خلال مسيرته الاحترافية مع ناديين في أربعة مواسم وسجل خلالها هدفًا واحدًا ضمن 127 مباراة. ولم يفز بأي موسم بالكأس أو بالدوري.
خاض فرد ستانسفيلد مسيرته مع نادي كارديف سيتي في موسم 1946–47 واستمر معه طيلة ثلاثة مواسم، مشاركًا في 106 مباراة سجل خلالها هدفًا واحدًا. ثم انتقل إلى نادي نيوبورت كونتي في موسم 1949–50 لمدة موسم واحد، حيث شارك في 21 مباراة ولم يسجل أي هدف.

## وصلات خارجية
- فرد ستانسفيلد على موقع قاعدة بيانات كرة القدم.إي يو (الإنجليزية)
- فرد ستانسفيلد على موقع ناشيونال فوتبول تيمز (الإنجليزية)